# 옥터초등학교
옥터초등학교는 대한민국 경기도 시흥시에 있는 공립 초등학교이다.

## 학교 연혁
- 1948년 10월 3일: 군서국민학교 오이도분교장 설치
- 1956년 3월 2일: 오이도분교장 제1회 졸업
- 1959년 4월 1일: 오이도국민학교로 승격(군자면 정왕리 911)
- 1960년 3월 1일: 옥터국민학교로 교명 변경
- 1960년 3월 11일: 옥터국민학교 제1회 졸업
- 1983년 3월 2일: 병설유치원 개원 (1학급)
- 1996년 3월 1일: 옥터초등학교로 개칭
- 1997년 3월 1일: 특수학급 1학급 인가
- 1998년 9월 2일: 학교 이전

## 참고 자료
- 옥터초등학교 - 한국교육학술정보원 학교알리미